# 野山北・六道山公園
野山北・六道山公園（のやまきた・ろくどうやまこうえん）とは、東京都武蔵村山市から瑞穂町にかけての狭山丘陵にある都立公園である。面積1,323,900m2で都立公園としては最大級の広さを誇る。

## 周辺施設
瑞穂町
- 瑞穂町立文化の森六道山公園（当地に隣接・展望台）
- 石畑公園（当地に隣接・野球場）
- 東京都立瑞穂農芸高等学校

武蔵村山市
- 野山北公園プール（夏季限定）
- 武蔵村山市歴史民俗資料館
- かたくりミニ牧場
- かたくりの湯（温泉施設）
- 武蔵村山市役所

## 歴史
- 1988年（昭和63年）6月 - 開園。